# Јужни Карпати
Јужни Карпати (такође познати и као Трансилванијски Алпи (рум. Carpații Meridionali, мађ. Déli-Kárpátok) су група планинских венаца који се налазе у јужној Румунији. Покривају део карпатских планина који се налази између реке Прахова на истоку и река Тамиш и Чрна на западу. На југу их омеђује Балкански планински венац у источној Србији.

## Врхови
Јужни Карпати су друга највиша група планина у Карпатском планинском ланцу (после Татре), достижући висину од преко 2.500 метара. Иако су знатно мањи од Алпа, они су класификовани као они који имају алпски пејзаж. Њихов високопланински карактер, у комбинацији са великом приступачношћу, чини их популарним међу туристима и научницима.
Највиши врхови су:
- Врх Молдовеану, 2.544 m – Планина Фагараш
- Негоју, 2.535 m – Планина Фагараш
- Велика Паранга, 2.519 m – Планина Паранг
- Врх Ому 2.514 m – Планина Буцеги
- Пелеага, 2.509 m – Планина ретезат

Упркос висинама, неки од најприступачнијих пролаза у Карпатима у Румунији су дуж река, које прелазе планински ланац (река Олт) или формирају широке долине (дуж долине реке Прахова или дуж долине реке Жиу).

## Геологија
Јужни Карпати представљају замршену гомилу тектонских навлака, набачених са запада на исток током аустријске (средња креда) и ларамијске пароксизмалне фазе, што одговара различитим фрагментима плоча. Затиљци су (од запада ка истоку): Супрагетичка, Гетичка, Северинска и Подунавска јединица. Гетичко напе је идентификовао Мургоци (1905), док је опште разумевање алпске структуре Јужних Карпата касније прецизирао Кодарчеа (1940), Кодарчеа ет ал. (1961), Настасеану ет ал. (1981), Сандулеску (1984), Сандулеску и Димитреску (2004), и Мутихак (1990). Први који су применили глобалне тектонске концепте за јужне Карпате били су Радулеску и Сандулеску (1973).
Супрагетске, гетске и подунавске јединице представљају целине са метаморфним подрумом и седиментним покривачем, док Северинско напе обухвата само седиментни низ. Седименти Гетичког Напа и Подунавских јединица обухватају палеозојску секвенцу (горњи карбон, доњи перм) и мезозојску секвенцу (најнижа јура – средња креда). Супрагетски Напе обухвата углавном метаморфизоване стене (гнајс, микашисти), док Северин Напе обухвата само седименте горње јуре – доње креде.